# Sielsowiet Bukcza
Sielsowiet Bukcza (biał. Букчанскі сельсавет, Bukczanski sielsawiet; ros. Букчанский сельсовет) – sielsowiet na Białorusi, w obwodzie homelskim, w rejonie lelczyckim, z siedzibą w Bukczy.

## Demografia
Według spisu z 2009 sielsowiet Bukcza zamieszkiwało 669 osób, w tym 666 Białorusinów (99,55%), 2 Ukraińców (0,30%) i 1 Rosjanin (0,15%).
Do 2019 liczba ludności spadła do 471 osób. Największą miejscowością była wówczas Bukcza (465 mieszkańców).

## Geografia i transport
Sielsowiet położony jest na Polesiu, w zachodniej części rejonu lelczyckiego. Większość jego terytorium zajmują lasy. Na jego terytorium znajdują się dwa obszary ochrony przyrody: Bukczański Rezerwat Biologiczny (w większości) oraz Rezerwat Wodno-Bagienny Stary Żadzien (fragment).
Przez sielsowiet przebiegają jedynie drogi lokalne.

## Miejscowości
- wsie:
  - Bukcza
  - Karma